# Programa de inmersión lingüística
Un programa de inmersión lingüística es un curso muy intensivo de aprendizaje de idiomas donde los participantes que desean aprender una lengua extranjera (alumnos) conviven durante un período de tiempo con voluntarios nativos del idioma que desean aprender.
Durante esta convivencia los alumnos y los nativos realizan actividades conjuntas orientadas a mejorar la capacidad comunicativa de los alumnos.
En España la gran mayoría de programas de inmersión lingüística están orientados al aprendizaje del inglés.

## Origen
La enseñanza oficial del inglés en España se ha centrado tradicionalmente en las habilidades escritas, y en particular en las reglas gramaticales. Esto ha tenido como consecuencia que la mayoría de personas adultas que han aprendido inglés en el sistema público de enseñanza se encuentren en una situación en la que son capaces de leer y escribir en inglés, pero se sienten impotentes ante una situación de comunicación oral.
Esto, unido a la globalización y la creciente preponderancia del inglés como lengua de comunicación internacional, crea una necesidad de sistemas intensivos de aprendizaje del inglés oral para adultos.
Los programas de inmersión lingüística intentan cubrir esta necesidad, concentrando en un breve período de tiempo un gran número de horas de conversación en inglés, y enfocándose exclusivamente en la mejora de las capacidades comunicativas de los participantes.

## Características
La mayoría de programas de inmersión lingüística se basan en una convivencia de un grupo de españoles y un grupo de angloparlantes durante varios días.
Durante la convivencia se realizan actividades orientadas a mejorar las habilidades comunicativas de los participantes españoles.
En general los programas incluyen algunas de las siguientes actividades:
- Conversaciones uno a uno con angloparlantes
- Conversaciones en grupos de españoles y angloparlantes
- Juegos de rol
- Juegos comunicativos
- Juegos competitivos
- Presentaciones
- Conversaciones telefónicas

Algunos programas incluyen también clases de inglés tradicionales. Sin embargo, algunos profesionales de la enseñanza de idiomas consideran que las clases influyen negativamente en los resultados del programa porque vuelven a centrar a los estudiantes en la gramática, en vez de centrarse exclusivamente en las habilidades comunicativas.

## Beneficios
Los programas de inmersión lingüística proporcionan una serie de beneficios distintos de los que se adquieren en la enseñanza académica del inglés:
- Mejora en la confianza al hablar inglés
- Mejoras en las habilidades comunicativas orales (listening y speaking)
- Aumento de la motivación para seguir aprendiendo inglés
- Superación del miedo a hablar inglés